# 吳嘉胤
吳嘉胤（1570年—1645年），字君錫，號繩如，南直隸松江府華亭縣仙山鄉人，明朝、南明政治人物。

## 生平
吳嘉胤崇尚氣節、有才幹，與弟吳天胤（改名吳禎）在天啟四年（1624年）分別中式順天、應天鄉試舉人。當時海水侵蝕塘岸為患，他向松江府知府方岳貢建議改築石塘，並親自任事不避險阻，石塘得以保全，弘光年間起為戶部山西司主事，擢員外郎管理新餉，奉使至丹陽，不久南京失陷，他決定回去，僕從說：「回去等於投死，幸而不遇雄主，就歸家再計劃吧。」他回答：「是誰養育我啊！君主亡去，則全國土地皆非明朝所有，我歸去怎能安寧？」經過南京城外雨花臺大報恩寺時，他上書請存明朝社稷，不獲回應，再到方孝孺祠拜祭，向大報恩寺僧人說：「待月上二更就上報。」僕從說：「高了！」立刻冠服望闕，於林間自縊，並命令僕從不得拯救，某僕童打算解開白布，另一僕童說：「主人有成言啊！就算解結他也必不聽！不如順從他。」該僕人亦跟隨自殺。其時樹枝倒下弄倒他的烏帽冠翅，他就呼喚僧人，對方以為他反悔，到達後他卻說：「為我整理冠翅吧。」死前依舊從容，享年七十六歲。
隆武年間，吳嘉胤獲追贈太常寺少卿，清朝乾隆四十一年（1776年）賜諡節愍，入祀忠義祠。

## 家族
曾祖吳錦，歲貢，年近百壽，鄉飲賓；祖父吳性；父吳叔行。弟吳禎，崇禎四年進士；吳培昌，崇禎十年進士。
- 妻子徐氏，自縊死[3]
- 兒子吳欽章，崇禎十二年舉人，有經世才能，守住父親遺志不出仕，年八十二歲[3]
- 兒子吳欽典，諸生，不應試[3]
- 女兒，呂臞仙之母，守節二十年，松江失陷時自縊死[3]

## 引用
1. 1 2  光緒《重修華亭縣志·卷十五·人物四》：吳嘉允，字君錫，號繩如 前志第宅在理刑廳東，潮孫，用青浦籍中天啟四年舉人，時海水侵齧塘岸為患日甚，獻議郡守方岳貢改築石塘，身任其事不避險阻，塘賴以全。宏光時授戶部山西司主事，乙酉南都陷，嘉允已奉使出都，聞變還輿雨花臺僧舍，夜與僧奕語僕曰：「候月上報，我夜將二更。」僕報曰：「高矣！」即肅冠帶，望闕拜就，林間自縊，樹枝拂其冠墜一翅，呼僧整之，遂絕。乾隆四十一年賜諡節愍，祀忠義祠。……參前志、宋府志、《說夢》
2. ↑  清乾隆刊民國重印本《金山縣志·卷之十》：吳嘉允，繩如，潮孫。青浦學。順天中式二十二名。戶部主事。
3. 1 2 3 4 5  錢海岳《南明史·卷一百一·列傳第七十七》：吳嘉胤，號繩如，嵩江華亭人。天啟四年舉於鄉。以戶部山西司主事管理新餉，奉使至丹陽。聞南京陷，亟馳還。從者曰：「往則投死耳。幸而不遇雄，且歸為後圖。」嘉胤曰：「是何育歟！君亡則率土皆非明有也，我歸欲安之？」止車城外報恩寺，上書請存明社稷，不報。冠服四拜，自縊於方正學祠。一僕欲解之，一僕曰：「嗟乎，主人有成言矣！解之必不聽！不如已也。」此僕亦從死。隆武時贈嘉胤太嘗少卿。妻徐，自經死。

子欽章．字含文，崇禎十二年舉於鄉，負經世才，守志不仕，卒年八十二；欽典．字敘甫，諸生，不應試。女為呂臞仙母，守節二十年，松江陷，經死。
4. ↑  光緒《青浦縣志·卷二十·人物四》：吳嘉允，字君錫，華亭人，天啟四年與弟禎同舉於鄉，尚氣誼、有才略，福王時薦授戶部山西司主事，擢員外郎，當南京陷時，嘉允已奉使出都，聞變亟還至雨花臺，謁方孝孺祠投繯死，年七十六。將死諭家奴弗救，並屬寺僧，既縊呼僧，僧疑其悔也，前則曰：「樹枝拂冠翅，為我整之。」且從容如此。乾隆四十一年賜諡節愍。